# Primera dama de Azerbaiyán
Primera dama de Azerbaiyán (en azerbaiyano Azərbaycanın birinci xanımı) es el título que ocupa la esposa del presidente de la República de Azerbaiyán. La primera dama acompaña a su cónyuge en las ceremonias oficiales. Desde 2003, la primera dama de Azerbaiyán es Mehriban Aliyeva, esposa del presidente de la República Ilham Aliyev. Mehriban Aliyeva además ocupa el cargo de Primera Vicepresidenta de Azerbaiyán desde 2017.

## Lista de las primeras damas
| №  | Primera dama       | Jefe del Estado  |
| 1. | Adilya Miutalibova | Ayaz Mutalibov   |
| 2. | Aziza Mammadova    | Yagub Mammadov   |
| 3. | Adilya Miutalibova | Ayaz Mutalibov   |
| 4. | Aida Baghirova     | Isa Gambar       |
| 5. | Khalima Aliyeva    | Abulfaz Elchibey |
| 6. | -                  | Heydar Alíyev    |
| 7. | Mehriban Aliyeva   | Ilham Alíyev     |